# Paul Singer
Paul Singer, född 16 januari 1844 i Berlin, död 31 januari 1911 där, var en tysk socialdemokratisk politiker.
Singer tillhörde en judisk köpmanssläkt och anlade 1869 tillsammans med sin bror en stor kappfabrik, vilken gav honom betydande förmögenhet. Han var som politiker ursprungligen liberal, närmade sig därefter under påverkan av nationalekonomen Eugen Dührings skrifter en socialistisk uppfattning och anslöt sig i början av 1870-talet till socialdemokratin. Under de för Tysklands socialdemokrater svåra åren närmast efter socialistlagens antagande (1878) gjorde han partiet stora ekonomiska tjänster. Han insattes 1884 i Berlins kommunalrepresentation och valdes samma år till ledamot av tyska riksdagen för Berlins 4:e valkrets, som han representerade till sin död. 
År 1887 sålde han sin andel i kappfabriken och ägnade sig helt åt det politiska livet. Från 1890 var han den tyska socialdemokratiska partistyrelsens ene ordförande (August Bebel var den andre) och ledde med utmärkt skicklighet de ofta stormiga förhandlingarna på de årligen återkommande partikongresserna. I riksdagen var Singer en bland partiets oftast anlitade talare och visade sig där som god taktiker, vida lugnare än den lätt uppbrusande Bebel. Han samverkade på de socialdemokratiska partidagarna i Stuttgart 1898 och i Dresden 1903 med Karl Kautsky vid hävdandet av partidoktrinerna i deras strängaste form emot Eduard Bernstein och andra revisionister.